# Solanum albescens
Solanum albescens là loài thực vật có hoa trong họ Cà. Loài này được (Britton) Hunz. miêu tả khoa học đầu tiên năm 1967.